# Pierre Careau
Pour les articles homonymes, voir Careau et Carreau.
Pierre Careau ou Pierre Carreau (octobre 1786 - 15 juillet 1856) est un agriculteur et une personnalité politique du Bas-Canada. Il a représenté Rouville à Chambre d'assemblée du Bas-Canada de 1833 à 1838 en tant que partisan du Parti patriote. Son nom de famille apparaît également sous la forme Carreau.
Il est né à Saint-Mathias-sur-Richelieu, au Québec, de Joseph Careau et de Dorothée Loisel. Careau épouse Victoire Tétrau en 1804. Il est élu pour la première fois à l'assemblée provinciale lors d'une élection partielle tenue en 1833 après le décès de François Rainville. Careau vote en faveur des 92 résolutions. Il meurt à Sainte-Marie-de-Monnoir à l'âge de 69 ans. 